# Илам (район)
Илам (непальск. इलाम जिल्ला) — один из 75 районов Непала. Входит в состав зоны Мечи, которая, в свою очередь, входит в состав Восточного региона страны. Административный центр — город Илам.
Граничит с районом Джхапа (на юге), районом Панчтхар (на севере), районом Моранг зоны Коси (на западе) и индийским штатом Западная Бенгалия (на востоке). Илам — один из наиболее развитых районов страны. Важную роль в экономике играет производство чая. Илам привлекает исследователей, изучающих редких птиц и малую панду.
Население по данным переписи 2011 года составляет 290 254 человека, из них 141 126 мужчин и 149 128 женщин. По данным переписи 2001 года население насчитывало 282 806 человек.